# António Lourenço Farinha

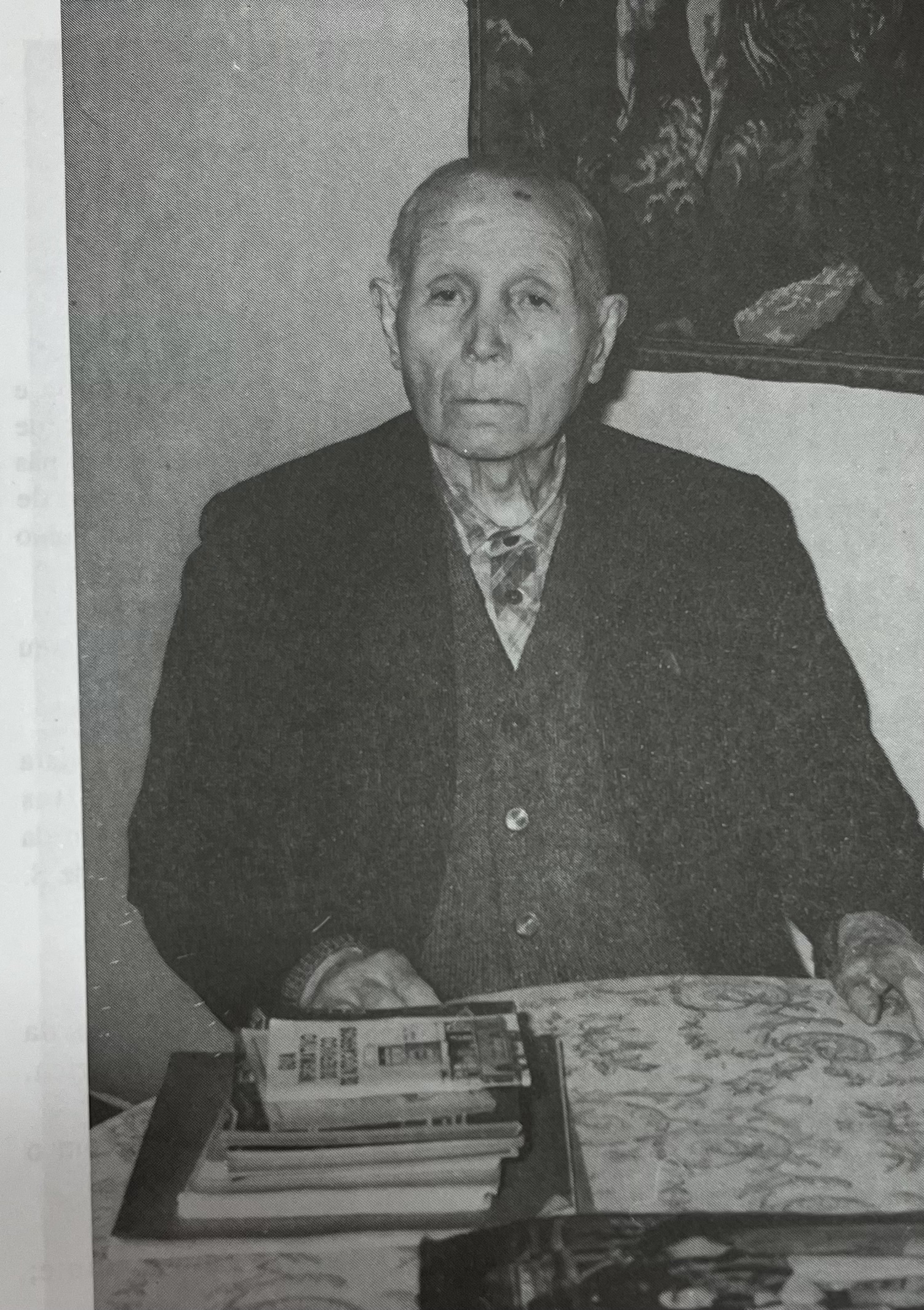
PadreAntónio Lourenço Farinha no dia do centenário do seu nascimento.

António Lourenço Farinha (Sertã, Várzea dos Cavaleiros, Mosteiro de São Tiago, 15 de Abril de 1883 - Lisboa, Anjos, depois de 15 de Abril de 1985), foi um padre e missionário português.

## Biografia
Estudou no Real Colégio das Missões, de Cernache do Bonjardim. No fim do curso, seguiu, na qualidade de Missionário do Real Padroado, para a antiga colónia de Moçambique, onde esteve e trabalhou de 1907 a 1918, e onde se dedicou à evangelização e à alfabetização. Estudou conscienciosamente o Landim, e ali compôs e publicou uma Gramática desta língua, assim como, também, alguns livros de Catecismo, entre os quais um Catecismo Chironga-Português.
Quanto esteve em Moçambique, de 1907 a 1919, foi Coadjutor da Missão de Matutuíne, no Rio Maputo, Pároco de São Miguel de Manhiça, e da Sé de Moçambique, Superior da Missão de Manhiça, da qual foi fundador, e Secretário da Prelazia.
No regressou a Portugal, foi convidado e colocado, em 1919, pelo Ministro e no Ministério das Colónias, depois Ministério do Ultramar, como 3.º Oficial, encarregado, na sua Repartição de Justiça e Cultos, mais tarde de Justiça, Instrução e Missões, do expediente relativo a Missionários, e a desempenhar as funções de Chefe, as quais desempenhou durante vários anos.
Colaborou em revistas de Missões, mormente no "Missionário Católico", e, também, com algumas outras revistas e jornais, como a "Revista Colonial", os "Anais da Propagação da Fé", o "Boletim da Sociedade de Geografia de Lisboa", "Novidades" (Suplemento Letras e Artes), "Lúmen", "Volumus", de Cucujães, e "Das Artes e História da Madeira", do Funchal, e publicou várias obras, entre as quais a que segue. Trabalho muito notável é a monografia da sua própria terra: A Sertã e o seu Concelho, editada em 1930. Esta obra relata aspectos da História, Cultura, Etnografia e Lendas deste Concelho. Coligiu apontamentos e documentou-se pacientemente, nos arquivos públicos, para escrever a História das Missões Portuguesas, publicada em 1942, em dois volumes, pela Agência Geral das Colónias com o título, o 1.º Volume, A Expansão da Fé na África e no Brasil: Subsídios para a História Colonial, o 2.º Volume, A Expansão da Fé no Extremo Oriente: Subsídios para a História Colonial (1942).
Publicou: 
- Pequeno Catecismo de Doutrina Cristã, em Português e Ronga, 1921[4]
- Notícia Histórica do Bairro das Olarias, Lisboa, 1932[4]
- D. Afonso I, Rei do Congo, 1941,[4] republicado em Lisboa, Agência Geral do Ultramar, 1969
- A Expansão da Fé no Extremo Oriente, 1946[7]
- Trinta e Sete Anos nas Missões da China (Vida do Padre Gabriel de Magalhães), 1946[6]
- S. Francisco Xavier, 1950[6]
- Vultos Missionários da Índia Quinhentista, 1955[6]

Escreveu, ainda, uma obra sobre o Padre Américo.
Aposentou-se a 5 de Agosto de 1953.
Vivia em Lisboa.
A Escola Básica do 2.º e do 3.º Ciclos e Secundária Padre António Lourenço Farinha, na Sertã, é assim denominada em sua homenagem.